# Festival Art & Science
Festival Art & Science se koná každoročně na VŠB - Technické univerzitě Ostrava v Ostravě-Porubě v Moravskoslezském kraji. Cílem je oslovit veřejnost netradičním způsobem spojení vědy a umění. Každý ročník festivalu je jiný. Obvyklé jsou komentované ukázky dílen technických a přírodních věd, soutěže probíhající zároveň s uměleckými workshopy, výstavami a koncerty hudebních hvězd a jiných umělců. Často také vystupují umělci a vědci z řad studentů, zaměstnanců a absolventů fakult a ústavů VŠB - Technické univerzity Ostrava. Smyslem festivalu je ukázat, že věda a technika je podobná umění, prezentace univerzity a oslovení veřejnosti a zájemců o studium. Vstup na akci není zpoplatněn.

## Další informace
První ročník festivalu se konal v roce 2015 v režii Fakulty elektrotechniky a informatiky VŠB-TU Ostrava a v následujících letech již organizaci akce přebrala celá VŠB - Technická univerzita Ostrava. Festival se každoročně opakoval. Výjimkou byl pouze rok 2020, kdy se festival neuskutečnil z důvodů pandemie viru Covid-19 v České republice. V roce 2021 se festival konal za zpřísněných opatření v souvislosti s pandemií viru covid-19.

## Galerie

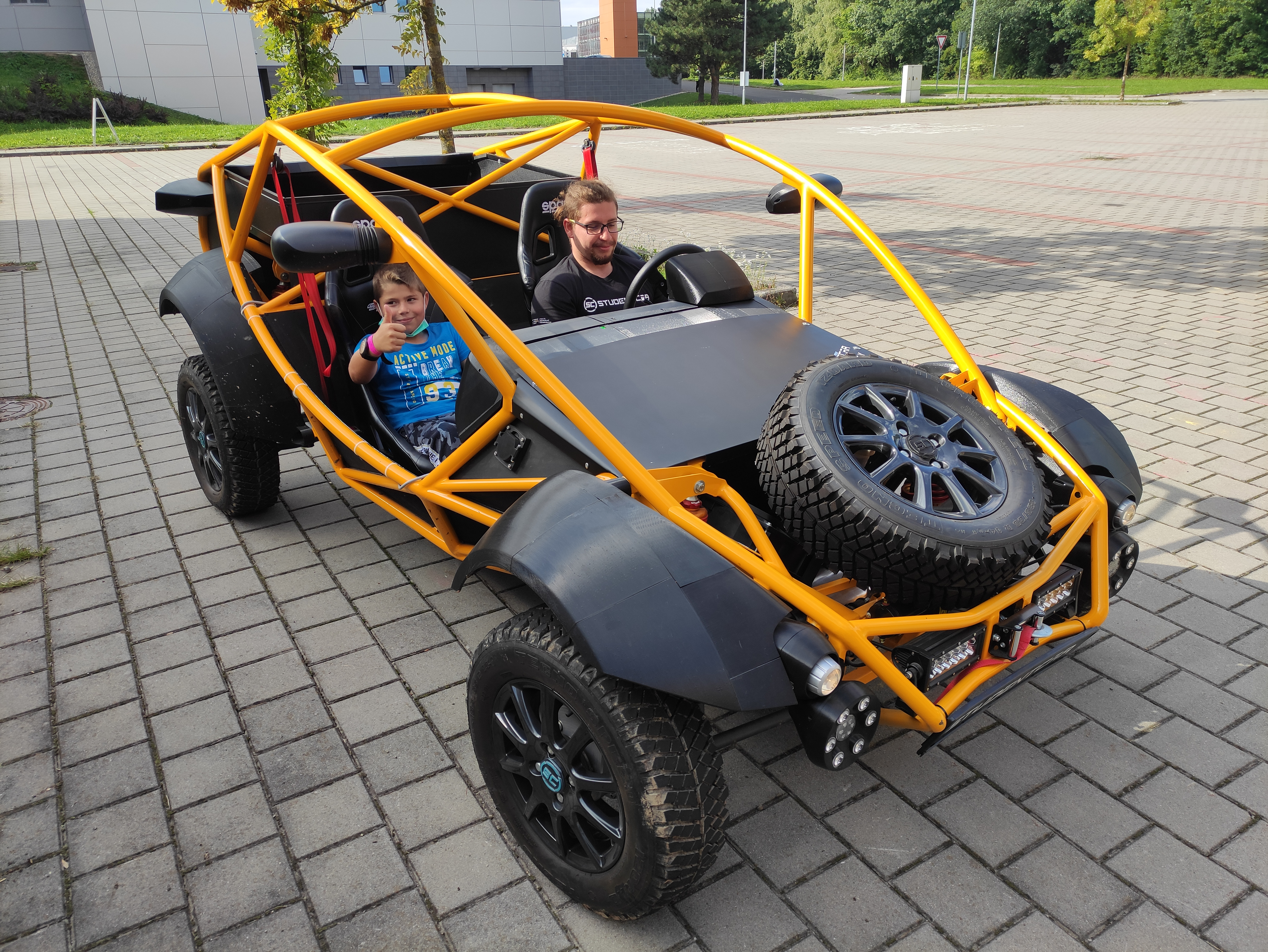
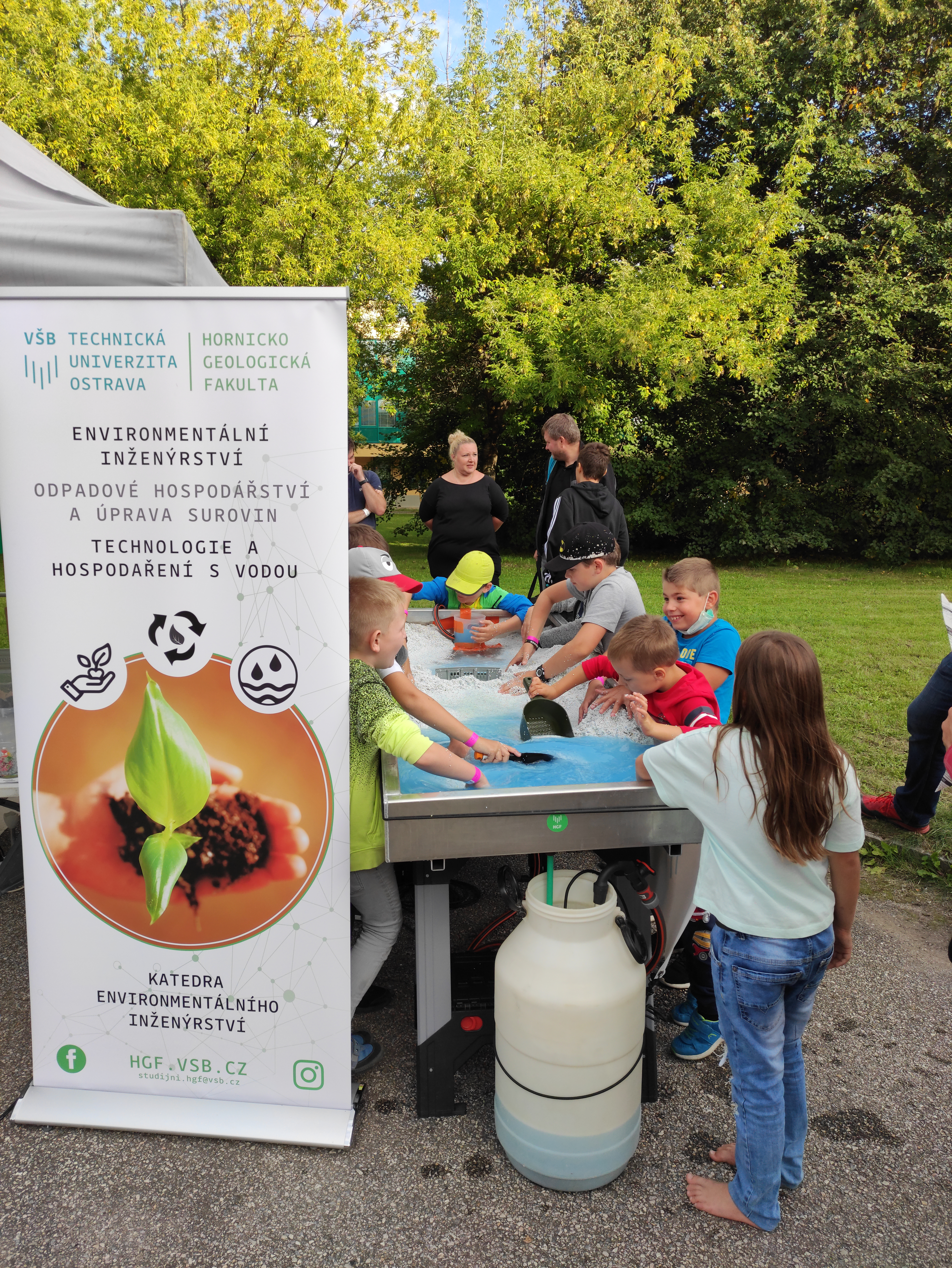
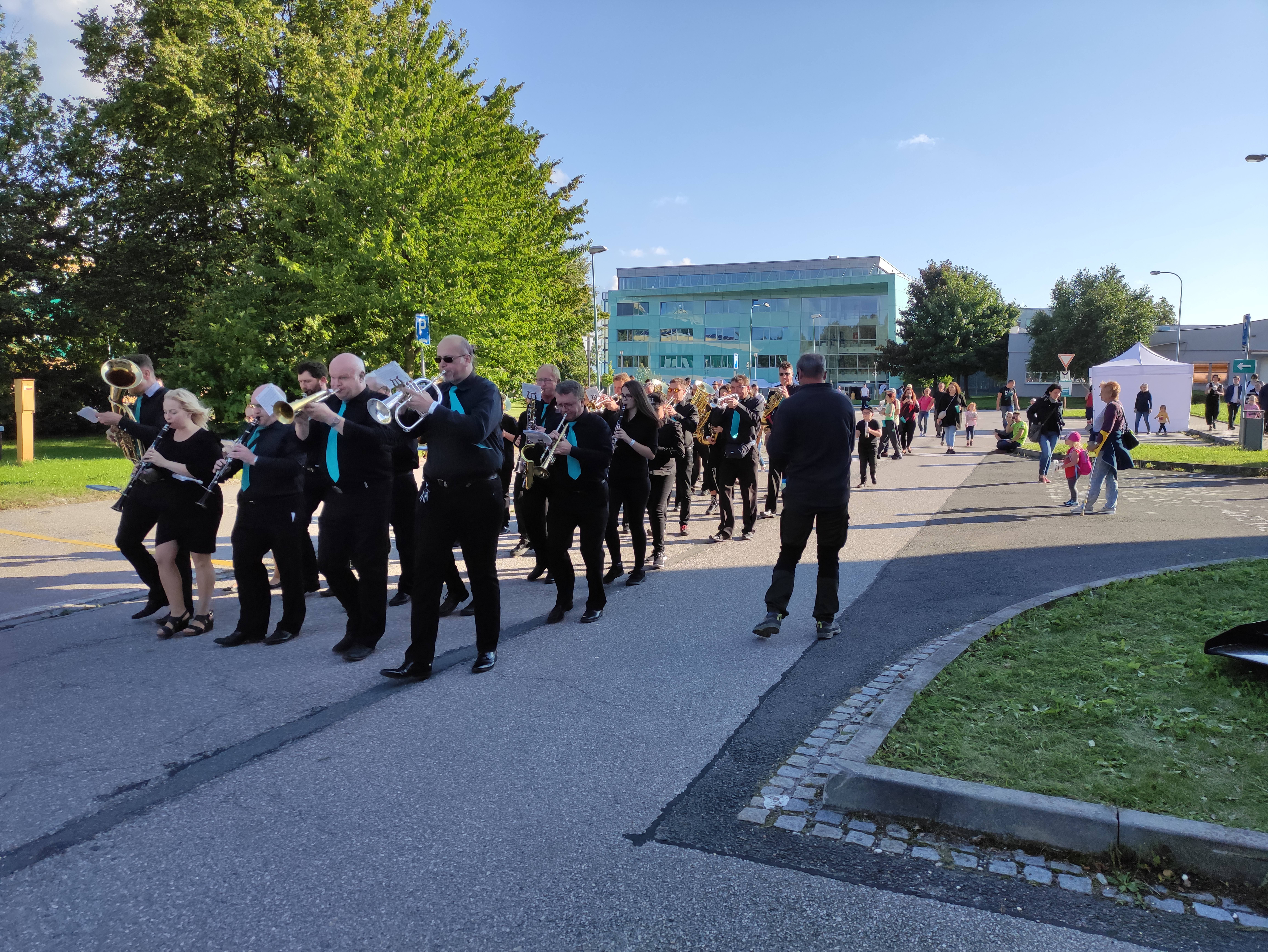